# Пепловски, Анна
Анна Пепловски (англ. Anna Peplowski; род. 25 сентября 2002) — американская пловчиха, специализирующаяся в плавании вольным стилем. Серебряный призёр летних Олимпийских игр 2024 года, двукратный серебряный призёр чемпионатов мира.

## Карьера
На чемпионате мира 2023 года, который проходил в Фукуоке, стала серебряным призёром в составе американской эстафетной команды 4 по 200 метров вольным стилем.
В 2024 году на летних Олимпийских играх в Париже в составе американской эстафетной четвёрки по 200 метров вольным стилем выиграла серебряную медаль.
В 2025 году на чемпионате мира в Сингапуре в эстафетном заплыве 4 по 200 метров вольным стилем стала обладателем серебряной медали.